# BWG 1.0
BWG 1.0 bzw. Bildwiedergabegerät 1.0 ist ein Computermonitor speziell für die Kleincomputer KC 85/2-4 und Z 9001, KC 85/1, KC 87 aus der DDR.

## Entwicklung
Während der Entwicklung trug das Gerät den Namen KCM-38 (KCM = KC-Monitor).

## Technik
Das Gehäuse des Gerätes ähnelt nicht dem eines klassischen Monitors, sondern erinnert an ein Fernsehgerät. Das Gehäuse wurde vom ColorVision RC6073 des Herstellers Rafena übernommen, ebenso ein Großteil der Technik. Lediglich das Empfangsteil und die Antennendose wurden weggelassen. Der DIN-Stecker (zum Anschluss eines Tonbandgerätes) wurde stattdessen zum Anschluss eines RGB-Kabels genutzt. Als Bildröhre kamen teilweise Exemplare, welche gewisse Normen nicht erfüllten, zum Einsatz.

## Preis
1988 betrug der Neupreis 3915,00 M, später dann 3500,00 M.
1991 betrug der Preis 399,00 DM.